# 赤胫散
赤胫散（学名：Polygonum runcinatum var. sinense）为蓼科蓼属下的一个变种。

## 扩展阅读
- 維基物種上的相關：赤胫散